# Cerocala fulgens
Cerocala fulgens là một loài bướm đêm trong họ Erebidae.